# 羅倫斯號驅逐艦 (DD-8)
羅倫斯號驅逐艦（舷號DD-8）是一艘隸屬於美國海軍的驅逐艦，為班布里奇級驅逐艦的八號艦。她是美軍第三艘以羅倫斯為名的軍艦，以紀念1812年戰爭時期的海軍上校詹姆士·羅倫斯（James Lawrence）。
羅倫斯號在1899年於霍河造船廠（Harlan and Hollingsworth）開始建造，在1900年下水，於1903年服役。接著羅倫斯號分別在大西洋及東太平洋執勤，並曾協助美軍在坦皮科事件後入侵韋拉克魯斯。美國參與第一次世界大戰後，羅倫斯號留在近海作反潛巡航。戰後羅倫斯號在1919年退役除籍，並在1920年出售改裝為民用商船。